# Bacchanalien

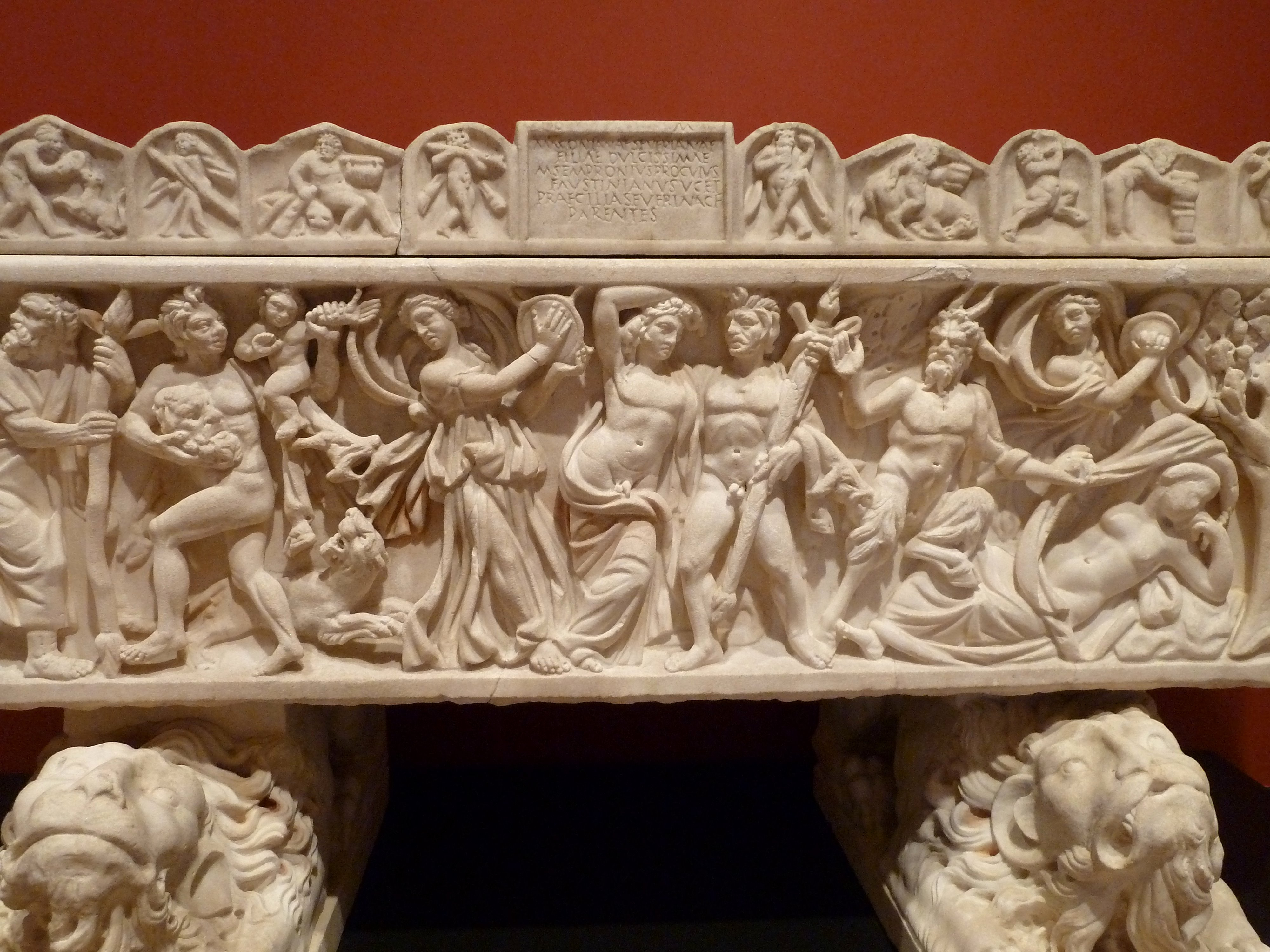
Bacchanalien auf einem römischen Sarkophag aus der Zeit 210–220 v. Chr.

Die Bacchanalien (von lat. Bacchanalia), die Bacchusfeste im antiken Rom, waren Feierlichkeiten, die von den Bacchanten oft mit wildester Ausgelassenheit zelebriert wurden.
Das Fest wurde ab dem 2. Jahrhundert v. Chr. gefeiert und fand jährlich am 16. und 17. März am Hügel Aventin in Rom statt.
Die Gegenwartssprache nutzt den Begriff im Plural wie im Singular Bacchanal und zur allgemeinen Bezeichnung von Gelagen.

## Herkunft und Ablauf
Die Bacchanalien wurden laut Titus Livius (39.8-19) von den Etruskern übernommen. Bacchus entspricht weitgehend dem griechischen Weingott Dionysos und die Bacchanalien den Dionysien, welche zumeist im März zu Beginn der neuen Vegetationsperiode stattfanden.
Die Römer, zumal die der Oberschicht, betrachteten sich als von strengen moralischen Vorstellungen und einer Art kulturellem Sendungsbewusstsein geprägt und sträubten sich, als die griechische Kultur mehr und mehr Einfluss auf die römische erlangte. Die Aufnahme ausländischer Anschauungen und Kulte betrachteten etliche von ihnen als ein Sittenverderbnis und eine Verletzung des römischen nationalen Stolzes. Dass sich Rom gar gekränkt und machtlos fühlen musste gegenüber der immer stärker werdenden Abhängigkeit von der griechischen Kultur, könnten verächtliche Äußerungen der römischen Bevölkerung im Römischen Reiche gegenüber Griechen zeigen, jedenfalls soll „Graeculus“ (Griechlein) ein weit verbreitetes Schimpfwort gewesen sein.
Religionspsychologisch dürften Dionysien wie Bacchanalien als ein rauschhafter Frühlings- und Fruchtbarkeitskult zu verstehen sein: Das von jedem erlebbare Überwinden der Jahreszeit Winter durch ein erneutes Wachsen von Vegetation wurde in Beziehung zu der menschlichen Daseinsfreude und nicht zuletzt Sexualität gesetzt. Exzesshaft könnten Bacchanalien gewesen sein durch den Konsum von Alkohol mit psychedelischen Substanzen wie halluzinogenen Pilzen und sogar Tollkirschen. Die vielleicht ein wenig dem neuzeitlichen Karneval ähnelnde mehrtägige Außeralltäglichkeit und antirationale Gegenwelt von Tanz, Maske, Rollenspiel und Mummenschanz der Bacchanalien schuf gehobene Stimmung oder gar sexuelle Erregung und Enthemmung. Euripides beschreibt in „Bacchae“ die Teilnehmer als Zecher, die sich Felle und Häute überstreifen und Tierrollen übernehmen.
Die Kultur des Frühlingsfestes der Bacchanalien führte, obwohl im äußeren Rahmen sozusagen aus Griechenland importiert, auch Elemente der genuinen römischen Religion bzw. der etruskischen Kultur neu zusammen. In jedem Falle dürfte vielen Römern die aktive Teilnahme an der Tradition und auch Religion tagelange Freude und Geselligkeit bereitet haben und ein Erlebnis von Musik, Tanz und Gemeinschaft, das auch über die wilden Feiertage hinauswirkte, hinein in den römischen Alltag.

## Bacchanalienskandal 186 v. Chr.
Im frühen 2. Jahrhundert v. Chr. steigerten sich die Bacchanalien zu ausgelassenen, zügellosen Orgien. Im Jahre 186 v. Chr. wurden sie nach einem Skandal durch das Senatus consultum de Bacchanalibus, den „Senatsbeschluss über die Bacchanalien“, streng reglementiert. Nach Berichten der Geschichtsschreiber Flavius und Titus Livius wurde der Skandal durch den Konsul Spurius Postumius Albinus aufgedeckt. Insgesamt wurden 7000 Frauen und Männer hingerichtet und die Bacchanalien wurden genehmigungspflichtig.
Die Inschrift von Tiriolo (186 v. Chr.) gibt den Senatsbeschluss über die Bacchanalien wieder, der die Bestimmungen bezüglich dieser Zusammenkünfte enthält. In diesem wird deutlich, dass der Senat die Kultvereine als staatsbedrohend ansah und ihnen daher alle Vereinsrechte wie die Wahl eines Vorstands oder die Einrichtung einer Vereinskasse untersagte. Der Senat als Genehmigungsinstanz übernahm die vollständige Kontrolle. Die Abschrift von Tiriolo auf einer Bronzetafel ist erhalten und befindet sich heute in der Antikensammlung des Kunsthistorischen Museums in Wien.

## Siehe auch

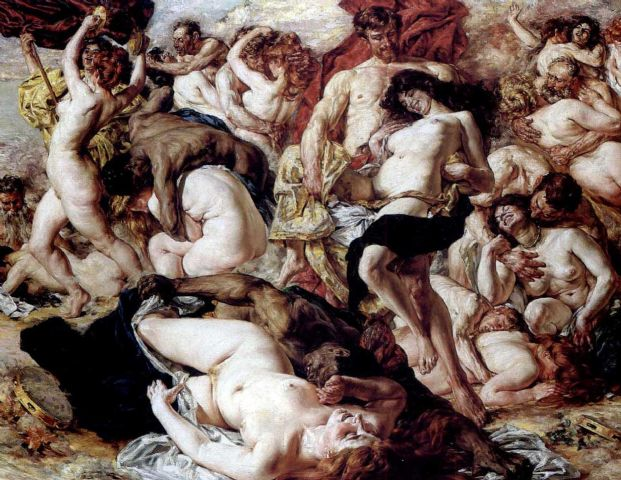
Auguste Levêque (1866–1921): Bacchanalien moderne künstlerische Interpretation und Darstellung